# Випалення (металургія)

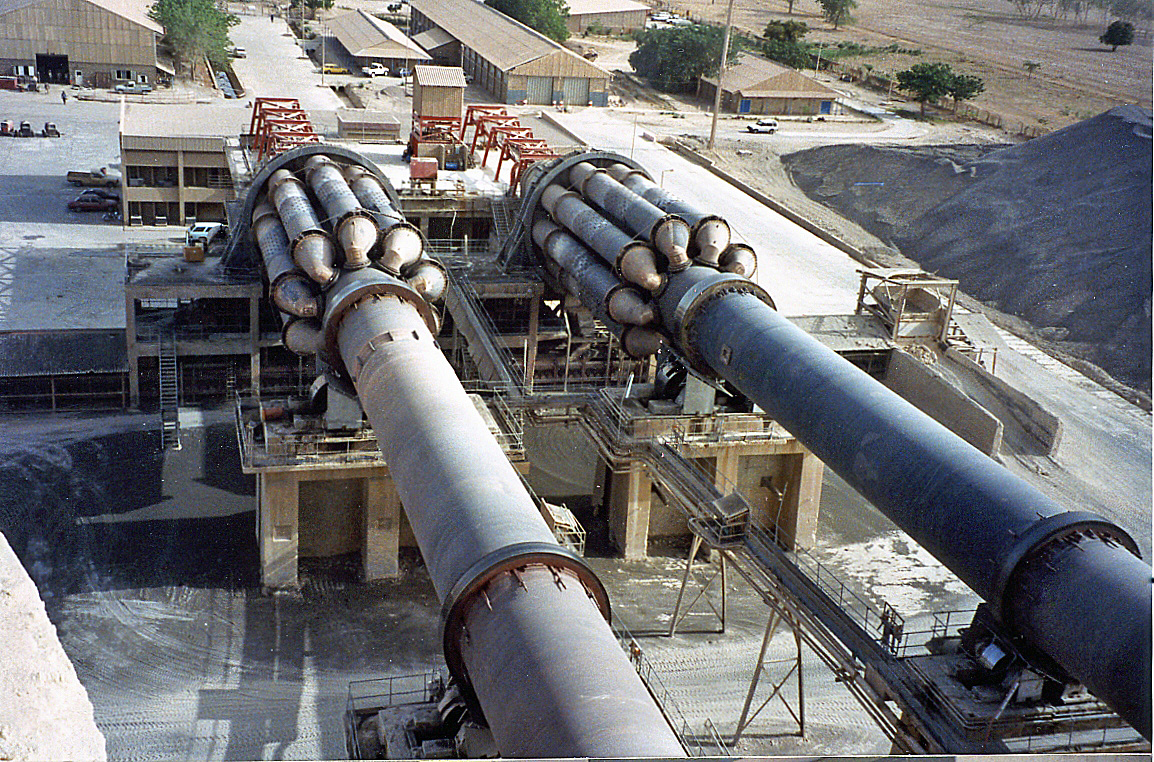
Обертова піч для випалювання цементного клінкеру при виробництві цементу

Випа́лювання (випалабо випалення) (рос. обжиг, англ. roasting, нім. Rösten n) — технологічна операція, яку проводять з метою надати матеріалам (руда, концентрати тощо) необхідних властивостей (фізичних, хімічного складу) для подальшого перероблення нагріванням з витримкою без розплавлення хоча б одного твердого компонента матеріалу.

## Історія

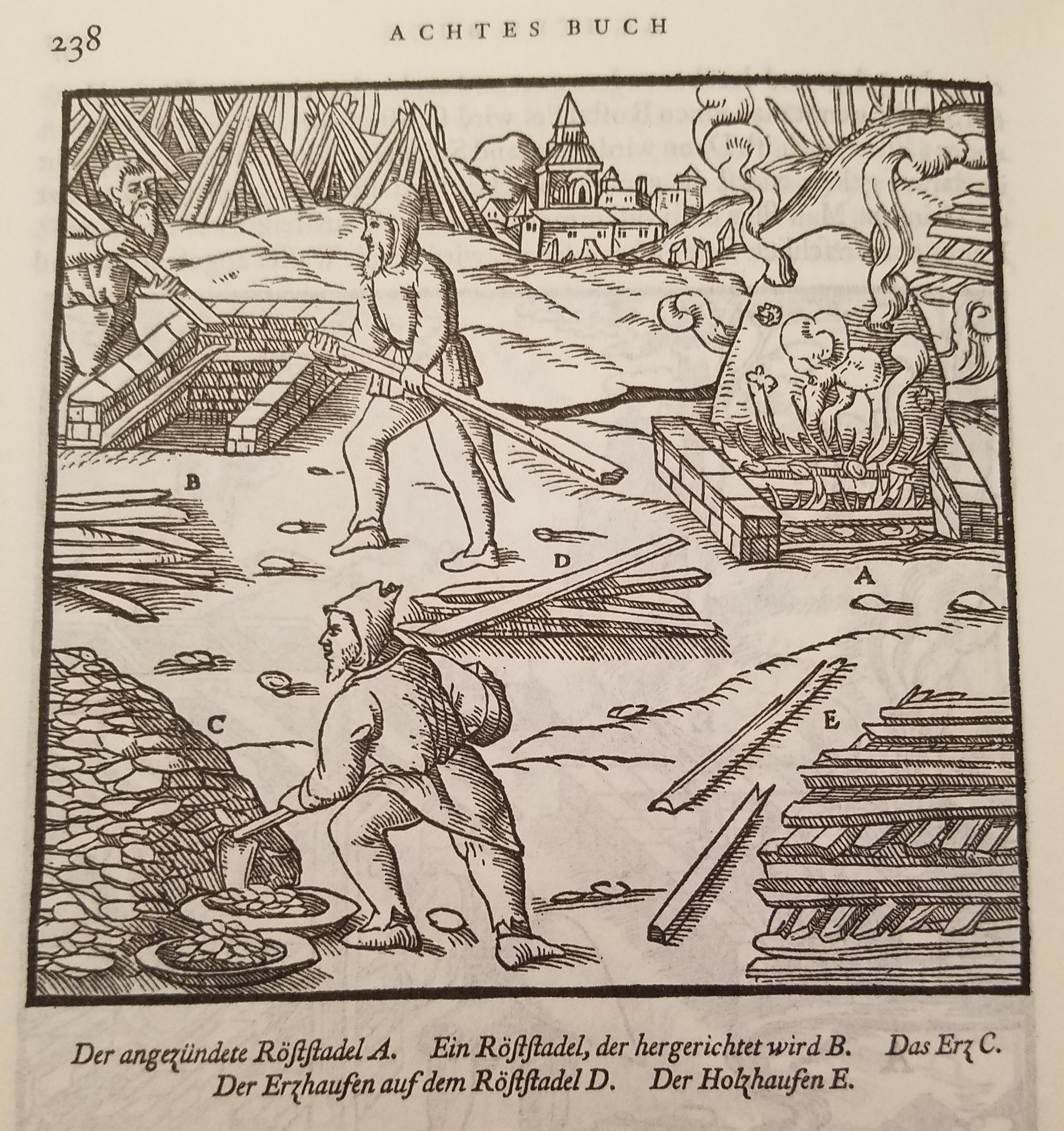
Пристрій для випалювання олов'яної руди за Георгіусом Агріколою

Операція випалювання руд відома давно. Згадується в середньовічних виданнях з гірництва, зокрема, в книзі «De Re Metallica» Георга Агріколи (1556 р.): 
| «З викопаної землі слід влаштувати досить просторий чотирикутний майданчик, відкритий спереду. На цей майданчик кладуть одне до іншого поліна, на них інші — поперек і так далі, в такому ж порядку. Тому таку споруду називають р і с т. Його кладку доводять до висоти одного-двох ліктів. Поверх нього кладуть шматки роздробленої молотами руди, спочатку найбільші, на них — середньої величини і, нарешті, дріб'язок. Утворюється конус. Для того щоб невеликий рудний пісок не розсипався, його змочують водою і збивають лопатами, а якщо такого піску немає, то покривають цю купу руди вугільним пилом, як це роблять вугільники. У Госларі цю купу покривають червоним шевським купоросом, який висівають зі спаленого колчедану, причому його також змочують водою». |

## Основні процеси
Випалювання супроводиться реакціями розкладання (при обробці природної сировини, що містить структурну воду, карбонати і сульфати), окиснення або відновлення (під час вигоряння органічних домішок, наприклад, в глинах, взаємодії з вуглецем і активними газами — воднем, киснем тощо), а також мінералоутворення.
Типові перетворення сульфідів при реакції з киснем:
MeS + O2 → MeO + SO2
2CuS + 3O2 → 2CuO + 2SO2
2ZnS + 3O2 → 2ZnO + 2SO2
2PbS + 3O2 → 2PbO + 2SO2
Крім того, в процесі випалювання відбуваються фазові перетворення, часткове плавлення матеріалів, випаровування тощо. Випалювання проводять в окиснювальному, відновному або нейтральному газовому чи твердому середовищі (в разі потреби поєднуючи їх), а також у вакуумі.

## Використання
Застосовують випалювання для перетворення дрібнозернистих і порошкоподібних матеріалів на грудкові. Руди випалюють, щоб перевести корисні складові частини або непотрібні і шкідливі домішки в зручну для використання чи видалення форму. Випалювання нерудних матеріалів зумовлює утворення щільного, однорідного або активнішого продукту чи напівфабрикату. Кермети і кераміку випалюють, щоб одержати вироби певної форми і розмірів з необхідними міцнісними, фізичними і хімічними властивостями.
Випалювання застосовують для підготовки руд і концентратів до подальшого переділу (збагачення, грудкування, дистиляції, плавки та ін.) або отримання кінцевих продуктів (вапна, цементу, пористих заповнювачів, керамічних виробів і інше).